# Moggridgea leipoldti
Moggridgea leipoldti är en spindelart som beskrevs av William Frederick Purcell 1903. Moggridgea leipoldti ingår i släktet Moggridgea och familjen Migidae. Inga underarter finns listade i Catalogue of Life.